# 濛州
濛州（もうしゅう）は、中国にかつて存在した州。
603年（仁寿3年）、隋代により郫県・九隴県及び綿竹県に設置された。606年（大業2年）に廃止され、益州に統合された。